# Profits of Doom
Profits of Doom è un singolo estratto dall'album Dead Again del gruppo gothic metal statunitense Type O Negative.

## Video musicale
Il video musicale vede Josh Silver, Johnny Kelly, Kenny Hickey e delle altre persone che si preparano per una cena. Si vede il batterista che rovescia della droga dentro un bicchiere di vino. Da qui parte un flashback dei membri della band che litigano con Peter Steele. Intanto alla cena si presenta Steele in camicia da notte e con una lunga barba e beve il vino drogato. Dopo l'ebrezza datagli dal vino e l'ennesima litigata con i membri del gruppo, Peter sviene mentre i presenti lasciano la stanza. Steele quando rinviene esce dalla stanza e barcollante scende delle scale dove ad aspettarlo ci sono i restanti membri dei Type O Negative. Il video si conclude con Silver che uccide Steele con un colpo di pistola e tutti i membri che occultano il cadavere.

## Tracce
1. Profits of Doom (Radio Edit) - 4:33
2. Profits of Doom (Album Version) - 10:51

## Crediti
- Peter Steele - voce e basso
- Josh Silver - tastiere, sintetizzatore, effetti e voce
- Kenny Hickey - chitarra e voce
- Johnny Kelly - batteria